# Крайник Нодьєвий
Крайник Нодьєвий (лат. Oxypleurus nodieri Mulsant, 1839) — вид жуків з родини Скрипунових.

## Розповсюдження
Глобальний ареал роду Крайника Нодьєвого охоплює Канарські острови і Середземномор'я, включаючи Північну Африку, Південну Європу, Малу Азію, Близький Схід, Крим, Кавказ. 
В Україні вид поширений на південному березі Криму і Кримських Горах.